# Röd aronia
Röd aronia (Aronia arbutifolia, tidigare Photinia pyrifolia) är en rosväxtart i aroniasläktet. Den beskrevs först av Jean-Baptiste de Lamarck, och namnet Photinia pyrifolia gavs av Kenneth R. Robertson & J.B. Phipps. Röd aronia är, liksom de andra aroniorna, nu överförda till ett eget släkte inom familjen rosväxter. Inga underarter finns listade i Catalogue of Life, men möjligen är den odlade varieteten slånaronia en hybrid mellan röd aronia och svart aronia.

## Bildgalleri

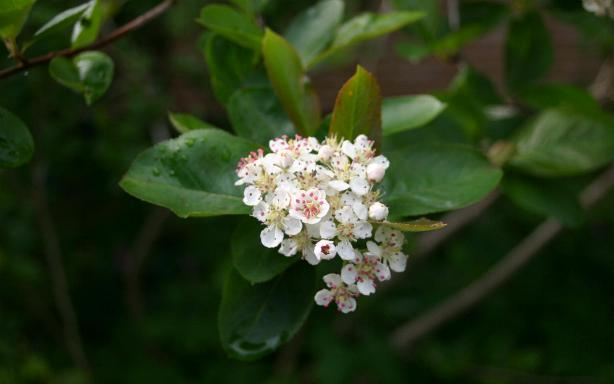